# بويرتو أورداز

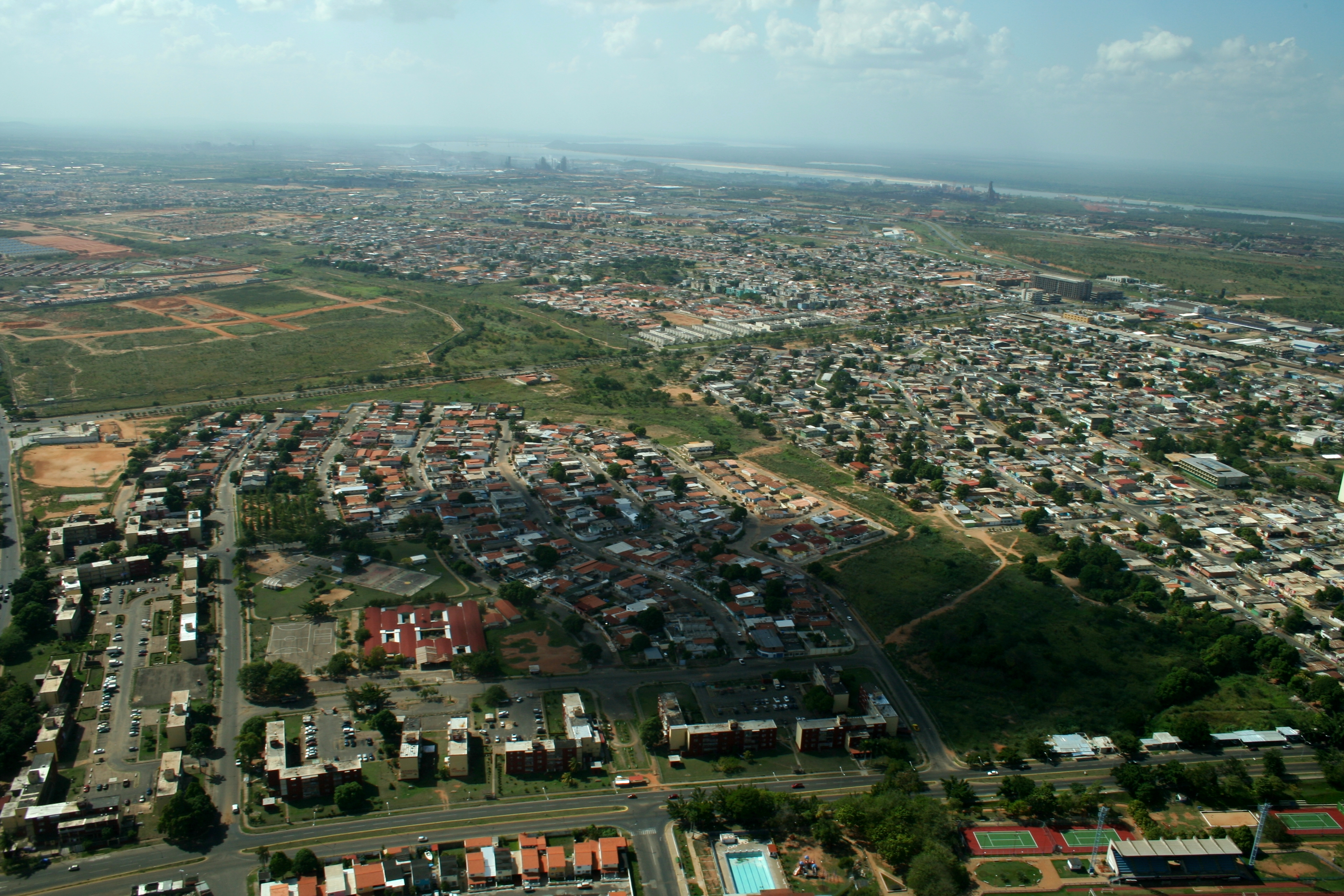

بويرتو أورداز (بالإسبانية: Puerto Ordaz)‏ مدينة مستحدثة تقع في ولاية بوليفار شرق فنزويلا . تم إنشائها في 9 فبراير 1952 . يبلغ عدد سكان المدينة 600 ألف نسمة حسب إحصاء سنة 2001 بيتما تبلغ مساحتها 1930 كيلومتر مربع .